# Ласків (Грубешівський повіт)
Ласків (пол. Łasków) — село в Польщі, у гміні Мірче Грубешівського повіту Люблінського воєводства. Населення — 132 особи (2011). Розташоване на Закерзонні (на історичній Холмщині).

## Історія

Церква св. Стефана у Ласкові,
зруйнована під час акції Ревіндикації у 1938 р.

В 1827 р. в селі були 34 будинки і 253 мешканці.
У XIX ст. в селі була дерев'яна греко-католицька церква св. Стефана, зведена 1863 року, яка належала до парафії в Мірче Холмської єпархії і яку в 1875 р. відібрала російська влада і віддала Російській православній церкві. У 1889 р. українська громада збудувала нову дерев'яну церкву.
За даними етнографічної експедиції 1869—1870 років під керівництвом Павла Чубинського, у селі проживали греко-католики, які розмовляли українською мовою.
У 1905—1908 рр. за указом царя ті греко-католики, які відмовлялися належати до Російської православної церкви, через заборону греко-католицької церкви перейшли до римо-католицької і стали калакутами, у Ласкові їх налічувалось 5 осіб.
У 1915 р. більшість українців були вивезені перед наступом німецьких військ вглиб Російської імперії в околиці Самарканду, звідки повертались уже після закінчення війни. Натомість поляків не вивозили. Поляки після окупації Холмщини в 1919 р. закрили церкву.
У 1921 році село входило до складу гміни Мірче Грубешівського повіту Люблінського воєводства Польської Республіки. За даними перепису населення Польщі 1921 року в селі налічувалося 62 будинки та 339 мешканців, з них:
- 153 чоловіки та 186 жінок;
- 321 православний, 14 римо-католиків, 4 юдеї;
- 324 українці, 11 поляків, 4 євреї.

У сусідній колонії Ласків у 46 будинках проживало 283 мешканці, з яких 55 — православних і 228 — римо-католиків, хоча всіх зарахували до поляків.

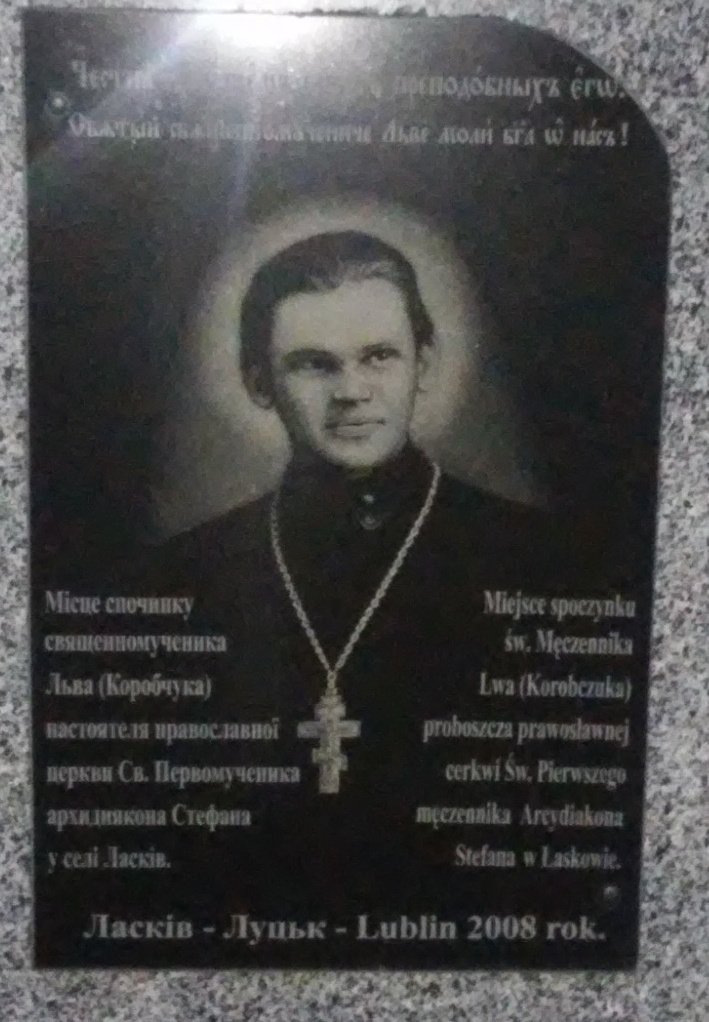
Надгробок православного священника Лева Коробчука, замордованого в 1944 році польськими шовіністами

Польська влада з метою асиміляції українців у липні-серпні 1938 року зруйнувала православну церкву.
У 1943 р. українці Ласкова організували самооборону від польських грабіжників. 10 березня 1944 р. польські шовіністи з Батальйонів хлопських під командуванням майора Станіслава Басая і з 5 батальйону АК під командуванням Стефана Квасьнєвського здійснили напад на село з убивством понад 330 українців, серед замучених був православний священик Лев Коробчук. Вціліла в цій різні Лідія Власюк-Коломієць встановила на православному цвинтарі пам'ятник загиблим.
У серпні 1944 року місцеві мешканці безуспішно зверталися до голови уряду УРСР Микити Хрущова з проханням включити село до складу УРСР, звернення підписало 40 осіб.
У 1975—1998 роках село належало до Замойського воєводства.

## Населення
Демографічна структура станом на 31 березня 2011 року:
|          | Загалом | Допрацездатний вік | Працездатний вік | Постпрацездатний вік |
| -------- | ------- | ------------------ | ---------------- | -------------------- |
| Чоловіки | 69      | 15                 | 45               | 9                    |
| Жінки    | 63      | 10                 | 32               | 21                   |
| Разом    | 132     | 25                 | 77               | 30                   |

## Особистості

### Народилися
- Таде Цисовський (1927—2005) — французький футболіст польського походження, один із найкращих бомбардирів в історії французької футбольної першості.
- Степан Наконечний (1942—2017) — радянський футболіст.